# Pseudomasaris phaceliae
Pseudomasaris phaceliae är en stekelart som beskrevs av Sievert Allen Rohwer 1912. Pseudomasaris phaceliae ingår i släktet Pseudomasaris och familjen Masaridae. Inga underarter finns listade i Catalogue of Life.